# Solenopsis scipio
Solenopsis scipio é uma espécie de formiga do gênero Solenopsis, pertencente à subfamília Myrmicinae.